# Manduca feronia
Manduca feronia är en fjärilsart som beskrevs av Kernbach 1968. Manduca feronia ingår i släktet Manduca och familjen svärmare. Inga underarter finns listade i Catalogue of Life.